# Glândula suprarrenal
Nos mamíferos, as glândulas suprarrenais ou glândulas adrenais são glândulas endócrinas envolvidas por uma cápsula fibrosa e situadas acima dos rins. Nos humanos, a suprarrenal direita tem formato triangular, enquanto  a esquerda tem a forma de meia-lua, isso devido à pressão exercida pelo fígado em desenvolvimento.  São principalmente responsáveis pela liberação de hormônios em resposta ao stress através da síntese e liberação de hormônios corticosteroides, como o cortisol, e de catecolaminas, como a adrenalina (ou epinefrina). Estimulam a conversão de proteínas e gorduras em glicose, ao mesmo tempo que diminuem a captação de glicose pelas células, aumentando, assim, a utilização de gorduras.
As suprarrenais afetam o funcionamento dos rins através da secreção da  aldosterona, um hormônio envolvido na regulação da osmolaridade do plasma sanguíneo.

## Anatomia e histologia
As glândulas suprarrenais, que têm um comprimento de cerca de 5 centímetros, estão localizadas na cavidade abdominal, ântero-superiormente aos rins. Encontram-se ao nível da 12.ª vértebra torácica, e são irrigadas pelas artérias suprarrenais.
Cada glândula é composta por duas regiões histologicamente distintas, que recebem aferências moduladoras do sistema nervoso. Vale ressaltar que ambas regiões (córtex e medula) desenvolvem-se desde o período pré-natal até o período pós-natal.
- Córtex - Parte externa da glândula, com cor amarelada devido a grande quantidade de colesterol aí encontrada. Tem sua origem embrionária na mesoderme. Subdivide-se em três regiões, devido à diferença de aspecto histológico:
  - Zona glomerulosa, mais exterior. Apresenta cordões celulares dispostos em arcos;
  - Zona fasciculada, de localização intermédia. As células dispõem-se em cordões paralelos entre si, e perpendiculares à cápsula da glândula;
  - Zona reticular, mais interna. Apresenta cordões de células arranjadas em forma de rede, e é ricamente vascularizada.
- Medula - Parte interna, menos volumosa, compreende uma camada concêntrica central, de cor vermelho escuro ou cinza. Deriva da crista neural. As suas células secretoras são poliédricas e dispostas em rede.

## Embriogênese da glândula
O córtex e a medula dessas glândulas, também conhecidas como glândulas adrenais, têm origens diferentes. O córtex se desenvolve a partir do mesênquima, enquanto a medula se diferencia a partir de células da crista neural. 
A primeira indicação do córtex ocorre na sexta semana, pela agregação bilateral de células mesenquimais entre a raiz do mesentério dorsal e a gônada em desenvolvimento. As células que formam a medula são derivadas do gânglio simpático adjacente, que, por sua vez, é derivado das células da crista neural.
Inicialmente, as células da crista neural formam uma massa no lado medial do córtex fetal. Conforme elas são envolvidas pelo córtex fetal, estas células se diferenciam em células secretoras da medula da suprarrenal. Mais tarde, células mesenquimais surgem do mesotélio e envolvem o córtex fetal. Estas células dão origem ao córtex permanente.
Recentemente, estudos imuno-histoquímicos revelaram uma "zona de transição" localizada entre o córtex permanente e o córtex fetal. Há sugestões de que a zona fasciculada é derivada desta terceira camada. A zona glomerulosa e a zona fasciculada estão presentes ao nascimento, mas a zona reticular não é reconhecida até o final do terceiro ano de vida pós-natal.      
Em relação ao peso corporal, as glândulas suprarrenais do feto humano são de 10 a 20 vezes maiores que as glândulas dos adultos, e são grandes em comparação com os rins. Estas glândulas grandes resultam do extenso tamanho do córtex fetal, que produz precursores esteroides usados pela placenta para a síntese de estrogênio. A medula da suprarrenal permanece relativamente pequena até após o nascimento. As glândulas suprarrenais rapidamente se tornam menores à medida que o córtex fetal regride durante o primeiro ano. As glândulas perdem cerca de um terço de seu peso durante as primeiras 2 a 3 semanas após o nascimento, e não recuperam seu peso original até o final do segundo ano.

## Má-formação das suprarrenais
Hiperplasia suprarrenal congênita
Durante o período gestacional, pode ocorrer uma mutação gênica (gene  P450c21-esteroide 21-hidroxilase) capaz de gerar a deficiência da enzima 21-hidroxilase no córtex das adrenais. Por consequência, a hipófise libera adrenocorticotropina de forma excessiva, o que provoca um aumento das células que compõem o córtex da suprarrenal, em uma tentativa de repor a produção deficitária de hormônios. Este aumento resulta no excesso de hormônios andrógenos, ou seja, de hormônios responsáveis pelas características sexuais secundárias. Com isso, haverá uma alteração significativa das características sexuais na genitália externa feminina, apresentando um aspecto masculinizado. É de suma importância observar que não haverá alteração na genitália externa do sexo masculino. 
Ao chegar à puberdade, ambos os sexos sofrerão consequências, como maturação óssea acelerada e crescimento rápido.
A hiperplasia suprarrenal congênita é rara, as taxas são de cerca de menos de 150 mil casos por ano no Brasil. Em uma perspectiva global, cerca de 1 a 9 pessoas a cada 100.000 possuem a doença.
Síndrome Adrenogenital
Relaciona-se à deficiência de enzimas responsáveis pela formação do cortisol. Está associada à hiperplasia suprarrenal congênita.  

## Funções das glândulas suprarrenais
A glândula adrenal (ou suprarenal) é dividida em córtex e medula, e cada uma dessas partes segrega hormônios. O córtex produz corticoesteroides, e a medula catecolaminas.
A parte mais externa (córtex) é subdividida em três camadas: glomerulosa, fasciculada e reticulada. A camada superficial é a glomerulosa, e ela libera mineralocorticoides, dos quais o mais importante é a aldosterona. Após a camada glomerulosa vem a fasciculada, que libera os glicocorticoides (o principal é o cortisol), que são responsáveis pelo metabolismo dos carboidratos, gorduras e proteínas no organismo. A última camada do córtex adrenal é a reticulada, que produz hormônios androgênios.
A liberação do ACTH (corticotropina) pela adeno-hipófise estimula a secreção dos glicocorticoides. A estimulação da aldosterona é feita pelos níveis de angiotensina II e de potássio sérico (se o potássio está elevado, a aldosterona elimina potássio e reabsorve sódio e água).
As catecolaminas (dopamina, noradrenalina e adrenalina) são produzidas na parte medular da glândula.

## Córtex adrenal
As várias zonas do córtex diferem nas substâncias que sintetizam. Assim:
- Zona glomerulosa: Mineralocorticoides (Aldosterona);[1][2][3]
- Zona fasciculada: Glicocorticoides, sendo o mais importante o Cortisol;[1][2][3]
- Zona reticulada: Esteroides sexuais, dos quais o principal é a Testosterona.[1][2][3]

## Medula adrenal
A crista neural está intimamente relacionada com o desenvolvimento do sistema nervoso, assim como da medula suprarrenal. Esta origem semelhante explica a função da medula, que consiste na síntese e libertação de neurotransmissores, sobretudo a adrenalina e noradrenalina.

## Doenças das adrenais
- Doença de Addison
- Câncer da glândula adrenal
- Síndrome de Waterhouse-Friderichsen
- Hiperplasia suprarrenal congênita
- Síndrome de Cushing
- Neuroblastoma
- Feocromocitoma